# The Battle of Mexico City
The Battle of Mexico City je drugo službeno video izdanje američke rap metal grupe Rage Against the Machine. Na albumu se nalazi koncert grupe koji su održali u MX Palacio de los Deportes u Mexico Cityu tijekom svoje Battle of Los Angeles turneje.  To je ujedno bio i prvi njihov koncert u Meksiku

## Popis pjesama
1. Program start
2. "Testify"
3. "Guerrilla Radio"
4. Documentary part I
5. "People of the Sun"
6. Documentary part II
7. "Calm Like a Bomb"
8. Documentary part III
9. "Sleep Now in the Fire"
10. "Born of a Broken Man"
11. "Bombtrack"
12. "Know Your Enemy"
13. Documentary part IV
14. "No Shelter"
15. "War Within a Breath"
16. Documentary part V
17. "Bulls on Parade"
18. "Killing in the Name"
19. "Zapata's Blood"
20. "Freedom"

## Izvođači
- Zack de la Rocha – pjevač
- Tom Morello – gitara
- Tim Commerford – bas-gitara
- Brad Wilk – bubnjevi